# Leptura ochraceofasciata
Leptura ochraceofasciata es una especie de escarabajo del género Leptura, familia Cerambycidae. Fue descrita científicamente por Motschulsky en 1861.
Habita en China, isla de Sajalín, Japón y Mongolia. Mide 12-22 mm. El período de vuelo de esta especie ocurre en los meses de junio, julio y agosto.